# 克申斯基
克申斯基（羅馬化：Kshenskiy），旧称苏维埃茨基（Советский），是俄罗斯库尔斯克州的市级镇、苏维埃茨基区行政中心，位于顿河流域内贝斯特拉亚索斯纳河一支流克申河畔，地处库尔斯克州东部，在州府库尔斯克东偏北方。镇内设有铁路车站克申（Кшень）站。
原名苏维埃茨基，1958年改为现名并设市级镇。该地2021年人口有5,343人；2010年人口6,128；2002年人口6,655；1989年人口7,513。